# NGC 6029
NGC 6029 (другие обозначения — ZWG 79.23, KUG 1559+127, PGC 56756) — галактика в созвездии Змея.
Этот объект входит в число перечисленных в оригинальной редакции «Нового общего каталога».